# Эйалд, Лилиана
Лилиана Эйалд (англ. Liliana Ayalde; род. март 1956, Балтимор, Мэриленд) — американский государственный деятель. Работала послом США в Бразилии и была заместителем помощника секретаря Государственного департамента США, отвечая за Управление по делам Антильских островов, Центральной Америки и Кубы. С января 2017 года по сентябрь 2019 года занимала должность гражданского заместителя командующего и советника по внешней политике Южного командования Соединённых Штатов.

## Биография
Получила степень бакалавра гуманитарных наук в Школе международной службы Американского университета и степень магистра общественного здравоохранения в Тулейнском университете.
С 2008 по 2011 год была послом США в Асунсьоне, Парагвай, куда прибыла в июне 2008 года. До этого назначения работала в Агентстве США по международному развитию. 16 июля 2012 года Государственный департамент США объявил о её повышении до должности заместителя помощника секретаря в Бюро Западного полушария Государственного департамента, отвечающего за Управление по делам Антильских островов, Центральной Америки и Кубы.
Во время своего назначения на должность заместителя помощника секретаря она проходила собеседование в подкомитете Сената США по Западному полушарию, Корпусу мира и глобальным вопросам наркотиков.
В её официальной биографии на сайте Государственного департамента США указано, что Сенат США подтвердил в июне 2008 года назначение Лилианы Эйалд послом США в Парагвае. В период с 2005 по 2008 год занимала должность директора миссии Агентства США по международному развитию в Колумбии, курируя оказание помощи в целях развития на сумму более 200 миллионов долларов США. Имеет степень бакалавра Американского университета и степень магистра международного общественного здравоохранения Тулейнского университета.
1 августа 2013 года Сенат США подтвердил её назначение послом США в Бразилии. В июне 2016 года Майкл МакКинли был назван сменщиком Лилианы Эйалд на этой должности. Он был утверждён Сенатом США 8 сентября 2016 года и официально вступил в должность 11 января 2017 года.